# 群馬県小学校一覧
| 小学校            | 小学校           |
| ----------------- | ---------------- |
| 総数              | 303校            |
| 国立              | 1校              |
| 公立              | 298校            |
| 私立              | 3校              |
| 義務教育学校      |                  |
| 総数              | 3校              |
| 国立              | 0校              |
| 公立              | 3校              |
| 私立              | 0校              |
| 教育委員会所在地  | 〒371-8570       |
| 前橋市大手町1-1-1 |                  |
| 公式サイト        | 群馬県教育委員会 |

群馬県小学校一覧（ぐんまけんしょうがっこういちらん）は、現存する群馬県の小学校および義務教育学校（小中一貫校の前期課程）の一覧。

## 国立小学校
- 群馬大学共同教育学部附属小学校

計1校

## 公立小学校・義務教育学校

### 前橋市
- 前橋市立桃井小学校
- 前橋市立中川小学校
- 前橋市立敷島小学校
- 前橋市立城南小学校
- 前橋市立城東小学校
- 前橋市立若宮小学校
- 前橋市立天川小学校
- 前橋市立岩神小学校
- 前橋市立上川淵小学校
- 前橋市立下川淵小学校
- 前橋市立桂萱小学校
- 前橋市立桂萱東小学校
- 前橋市立芳賀小学校
- 前橋市立総社小学校
- 前橋市立元総社小学校
- 前橋市立東小学校
- 前橋市立細井小学校
- 前橋市立桃川小学校
- 前橋市立清里小学校
- 前橋市立永明小学校
- 前橋市立駒形小学校
- 前橋市立荒子小学校
- 前橋市立大室小学校
- 前橋市立二之宮小学校
- 前橋市立笂井小学校
- 前橋市立広瀬小学校
- 前橋市立大利根小学校
- 前橋市立桃瀬小学校
- 前橋市立荒牧小学校
  - 前橋市立荒牧小学校・南橘中学校みやま分校
- 前橋市立勝山小学校
- 前橋市立元総社南小学校
- 前橋市立桃木小学校
- 前橋市立山王小学校
- 前橋市立新田小学校
- 前橋市立元総社北小学校
- 前橋市立大胡小学校
- 前橋市立大胡東小学校
- 前橋市立滝窪小学校
  - 前橋市立滝窪小学校金丸分校
- 前橋市立宮城小学校
- 前橋市立粕川小学校
- 前橋市立月田小学校
- 前橋市立原小学校
- 前橋市立石井小学校
- 前橋市立時沢小学校
- 前橋市立白川小学校
- 前橋市立わかば小学校

計49校

### 高崎市
- 高崎市立中央小学校
- 高崎市立北小学校
- 高崎市立南小学校
- 高崎市立東小学校
- 高崎市立西小学校
- 高崎市立塚沢小学校
- 高崎市立片岡小学校
- 高崎市立寺尾小学校
- 高崎市立佐野小学校
- 高崎市立六郷小学校
- 高崎市立城南小学校
- 高崎市立城東小学校
- 高崎市立新高尾小学校
- 高崎市立中川小学校
- 高崎市立八幡小学校
- 高崎市立豊岡小学校
- 高崎市立長野小学校
- 高崎市立大類小学校
- 高崎市立南八幡小学校
- 高崎市立倉賀野小学校
- 高崎市立岩鼻小学校
- 高崎市立京ケ島小学校
- 高崎市立滝川小学校
- 高崎市立東部小学校
- 高崎市立中居小学校
- 高崎市立北部小学校
- 高崎市立西部小学校
- 高崎市立乗附小学校
- 高崎市立浜尻小学校
- 高崎市立矢中小学校
- 高崎市立城山小学校
- 高崎市立鼻高小学校
- 高崎市立倉渕小学校
- 高崎市立箕輪小学校
- 高崎市立車郷小学校
- 高崎市立箕郷東小学校
- 高崎市立金古小学校
- 高崎市立国府小学校
- 高崎市立堤ケ岡小学校
- 高崎市立上郊小学校
- 高崎市立金古南小学校
- 高崎市立新町第一小学校
- 高崎市立新町第二小学校
- 高崎市立下室田小学校
- 高崎市立中室田小学校
- 高崎市立上室田小学校
- 高崎市立里見小学校
- 高崎市立久留馬小学校
- 高崎市立下里見小学校
- 高崎市立宮沢小学校
- 高崎市立桜山小学校
- 高崎市立吉井小学校
- 高崎市立吉井西小学校
- 高崎市立多胡小学校
- 高崎市立入野小学校
- 高崎市立馬庭小学校
- 高崎市立南陽台小学校
- 高崎市立岩平小学校

計58校

### 桐生市
- 桐生市立東小学校
- 桐生市立西小学校
- 桐生市立南小学校
- 桐生市立北小学校
- 桐生市立境野小学校
- 桐生市立広沢小学校
- 桐生市立梅田南小学校
- 桐生市立相生小学校
- 桐生市立川内小学校
- 桐生市立桜木小学校
- 桐生市立菱小学校
- 桐生市立天沼小学校
- 桐生市立神明小学校
- 桐生市立新里中央小学校
- 桐生市立新里東小学校
- 桐生市立新里北小学校
- 桐生市立黒保根学園（義務教育学校）

計16校

### 伊勢崎市
- 伊勢崎市立北小学校
- 伊勢崎市立南小学校
- 伊勢崎市立殖蓮小学校
- 伊勢崎市立茂呂小学校
- 伊勢崎市立三郷小学校
- 伊勢崎市立宮郷小学校
- 伊勢崎市立名和小学校
- 伊勢崎市立豊受小学校
- 伊勢崎市立北第二小学校
- 伊勢崎市立殖蓮第二小学校
- 伊勢崎市立広瀬小学校
- 伊勢崎市立坂東小学校
- 伊勢崎市立宮郷第二小学校
- 伊勢崎市立赤堀小学校
- 伊勢崎市立赤堀南小学校
- 伊勢崎市立赤堀東小学校
- 伊勢崎市立あずま小学校
- 伊勢崎市立あずま南小学校
- 伊勢崎市立あずま北小学校
- 伊勢崎市立境小学校
- 伊勢崎市立境采女小学校
- 伊勢崎市立境剛志小学校
- 伊勢崎市立境東小学校

計23校

### 太田市
- 太田市立太田小学校
- 太田市立九合小学校
- 太田市立沢野小学校
- 太田市立韮川小学校
- 太田市立鳥之郷小学校
- 太田市立北の杜学園（義務教育学校）
- 太田市立南小学校
- 太田市立休泊小学校
- 太田市立強戸小学校
- 太田市立宝泉小学校
- 太田市立宝泉南小学校
- 太田市立毛里田小学校
- 太田市立中央小学校
- 太田市立宝泉東小学校
- 太田市立旭小学校
- 太田市立駒形小学校
- 太田市立城西小学校
- 太田市立沢野中央小学校
- 太田市立尾島小学校
- 太田市立世良田小学校
- 太田市立木崎小学校
- 太田市立生品小学校
- 太田市立綿打小学校
- 太田市立藪塚本町小学校
- 太田市立藪塚本町南小学校

計24校

### 沼田市
- 沼田市立沼田小学校
- 沼田市立沼田東小学校
- 沼田市立沼田北小学校
- 沼田市立升形小学校
- 沼田市立利南東小学校
- 沼田市立池田小学校
- 沼田市立薄根小学校
- 沼田市立川田小学校
- 沼田市立白沢小学校
- 沼田市立利根小学校
- 沼田市立多那小学校

計11校

### 館林市
- 館林市立第一小学校
- 館林市立第二小学校
- 館林市立第三小学校
- 館林市立第四小学校
- 館林市立第五小学校
- 館林市立第六小学校
- 館林市立第七小学校
- 館林市立第八小学校
- 館林市立第九小学校
- 館林市立第十小学校
- 館林市立美園小学校

計11校

### 渋川市
- 渋川市立渋川北小学校
- 渋川市立渋川南小学校
- 渋川市立金島小学校
- 渋川市立古巻小学校
- 渋川市立豊秋小学校
- 渋川市立渋川西小学校
- 渋川市立伊香保小学校
- 渋川市立小野上小学校
- 渋川市立中郷小学校
- 渋川市立長尾小学校
- 渋川市立津久田小学校
- 渋川市立三原田小学校
- 渋川市立橘小学校
- 渋川市立橘北小学校

計14校

### 藤岡市
- 藤岡市立藤岡第一小学校
- 藤岡市立藤岡第二小学校
- 藤岡市立神流小学校
- 藤岡市立小野小学校
- 藤岡市立美土里小学校
- 藤岡市立美九里東小学校
- 藤岡市立美九里西小学校
- 藤岡市立平井小学校
- 藤岡市立日野小学校
- 藤岡市立鬼石北小学校
- 藤岡市立鬼石小学校

計11校

### 富岡市
- 富岡市立富岡小学校
- 富岡市立西小学校
- 富岡市立黒岩小学校
- 富岡市立一ノ宮小学校
- 富岡市立高瀬小学校
- 富岡市立額部小学校
- 富岡市立小野小学校
- 富岡市立吉田小学校
- 富岡市立丹生小学校
- 富岡市立高田小学校
- 富岡市立妙義小学校

計11校

### 安中市
- 安中市立安中小学校
- 安中市立原市小学校
- 安中市立磯部小学校
- 安中市立東横野小学校
- 安中市立碓東小学校
- 安中市立秋間小学校
- 安中市立後閑小学校
- 安中市立松井田小学校
- 安中市立西横野小学校
- 安中市立細野小学校

計9校

### みどり市
- みどり市立笠懸小学校
- みどり市立笠懸東小学校
- みどり市立笠懸北小学校
- みどり市立大間々東小学校
- みどり市立大間々北小学校
- みどり市立大間々南小学校
- みどり市立あずま小中学校（義務教育学校）

計7校

### 北群馬郡
- 榛東村立北小学校
- 榛東村立南小学校
- 吉岡町立駒寄小学校
- 吉岡町立明治小学校

計4校

### 多野郡
- 上野村立上野小学校
- 神流町立万場小学校

計2校

### 甘楽郡
- 下仁田町立下仁田小学校
- 南牧村立なんもく学園
- 甘楽町立小幡小学校
- 甘楽町立福島小学校
- 甘楽町立新屋小学校
- 南牧村立なんもく学園義務教育学校

計6校

### 吾妻郡
- 中之条町立中之条小学校
- 中之条町立六合小学校
- 長野原町立中央小学校
- 長野原町立応桑小学校
- 長野原町立北軽井沢小学校
- 嬬恋村立東部小学校
- 嬬恋村立西部小学校
- 草津町立草津小学校
- 高山村立高山小学校
- 東吾妻町立東小学校
- 東吾妻町立太田小学校
- 東吾妻町立原町小学校
- 東吾妻町立岩島小学校
- 東吾妻町立坂上小学校

計13校

### 利根郡
- 片品村立片品小学校
- 川場村立川場小学校
- 昭和村立東小学校
- 昭和村立南小学校
- 昭和村立大河原小学校
- みなかみ町立古馬牧小学校
- みなかみ町立桃野小学校
- みなかみ町立月夜野北小学校
- みなかみ町立水上小学校
- みなかみ町立幸知小学校
- みなかみ町立藤原小学校
- みなかみ町立新治小学校

計11校

### 佐波郡
- 玉村町立玉村小学校
- 玉村町立上陽小学校
- 玉村町立芝根小学校
- 玉村町立中央小学校
- 玉村町立南小学校

計5校

### 邑楽郡
- 板倉町立東小学校
- 板倉町立西小学校
- 明和町立明和東小学校
- 明和町立明和西小学校
- 千代田町立東小学校
- 千代田町立西小学校
- 大泉町立南小学校
- 大泉町立北小学校
- 大泉町立西小学校
- 大泉町立東小学校
- 邑楽町立中野小学校
- 邑楽町立高島小学校
- 邑楽町立長柄小学校
- 邑楽町立中野東小学校

計14校

## 私立小学校
- ぐんま国際アカデミー初等部[2]
- フェリーチェ玉村国際小学校[3]
- 共愛学園小学校

計3校